# Isla del Rey (Alaska)
La Isla del Rey (en inglés: King Island) es una isla localizada en el mar de Bering, al oeste de Alaska (Estados Unidos). Tiene una anchura máxima de una milla (1.6 kilómetros) y lo que suele divisarse de esta isla desde el mar son enormes rocas cubiertas por la niebla. Forma parte de la unidad marítima de Alaska.

## Historia
James Cook fue el primer europeo en avistar la isla en 1778 y fue bautizada por el teniente James King, un miembro de su tripulación.
La Isla del Rey fue en su día el hogar de invierno de un grupo de unos 413 inupiat, que se llamaban a sí mismos asiuluk, lo que significa "gente del mar", o ugivaŋmiut, "pueblo" (miut) de ugiuvak, que es el nombre de los habitantes de la Isla del Rey.
Los ugiuvaŋmiut pasaban los veranos dedicándose a la caza y la recolección de subsistencia en la Isla del King y en tierra firme, cerca de la ubicación de la actual Nome, en Alaska. Pasaban los inviernos dedicados a otras actividades de subsistencia, en particular la caza y la pesca en el hielo. Las actividades de subsistencia en la isla y sus alrededores incluían la caza de focas y morsas, la pesca de cangrejos y la recolección de huevos de aves y otros alimentos. La primavera y el verano eran épocas importantes de reunión para ellos, mientras que los inviernos eran época de baile. Debido a la limitada luz del día durante el invierno, los días se pasaban bailando en el "qagri", o casa comunal de los hombres. Por ejemplo, el mes de diciembre es conocido por los uġiuvaŋmiut como sauyatugvik o "la época de los tambores".
Tras la fundación de Nome, los isleños comenzaron a vender tallas intrincadas a los habitantes de Nome durante el verano.
A mediados de la década de 1900, la Oficina de Asuntos Indígenas cerró la escuela de Ugiuvak y obligó a los niños de Ukivok a ir a la escuela en la parte continental de Alaska, dejando a los ancianos y adultos a cargo de la recolección de los alimentos necesarios para el invierno. Como los niños no estaban en la isla para ayudar a recolectar alimentos, los adultos y los ancianos no tuvieron otra opción que mudarse a la parte continental de Alaska para ganarse la vida. En 1970, todos los habitantes de Isla del Rey se habían mudado a la parte continental de Alaska durante todo el año.
Aunque los habitantes de King Island se han mudado de la isla, han mantenido una identidad cultural muy distinta y llevan una vida muy similar a la que tenían en la isla. Algunos habitantes de la Isla del Rey todavía regresan a la isla para recolectar alimentos de subsistencia, como morsas y focas.
En 2005 y 2006, la National Science Foundation (NSB) —una agencia del gobierno de Estados Unidos— financió un proyecto de investigación que reunió a unos cuantos nativos de la isla Rey. Algunos participantes no habían regresado a la isla en 50 años. Actualmente la comunidad establecida en la isla espera los resultados de las investigaciones.